# Villiers-Couture
Villiers-Couture là một xã trong tỉnh Charente-Maritime trong vùng Nouvelle-Aquitaine, tây nam nước Pháp. Xã Villiers-Couture nằm ở khu vực có độ cao từ 96-138 mét trên mực nước biển.